# Eupithecia gomerensis
Eupithecia gomerensis là một loài bướm đêm trong họ Geometridae.